# Archiv des Westfälischen Turnerbundes
Das Archiv des Westfälischen Turnerbundes ist ein ehrenamtlich geleitetes Archiv mit Sitz in Hamm, Nordrhein-Westfalen.

## Geschichte

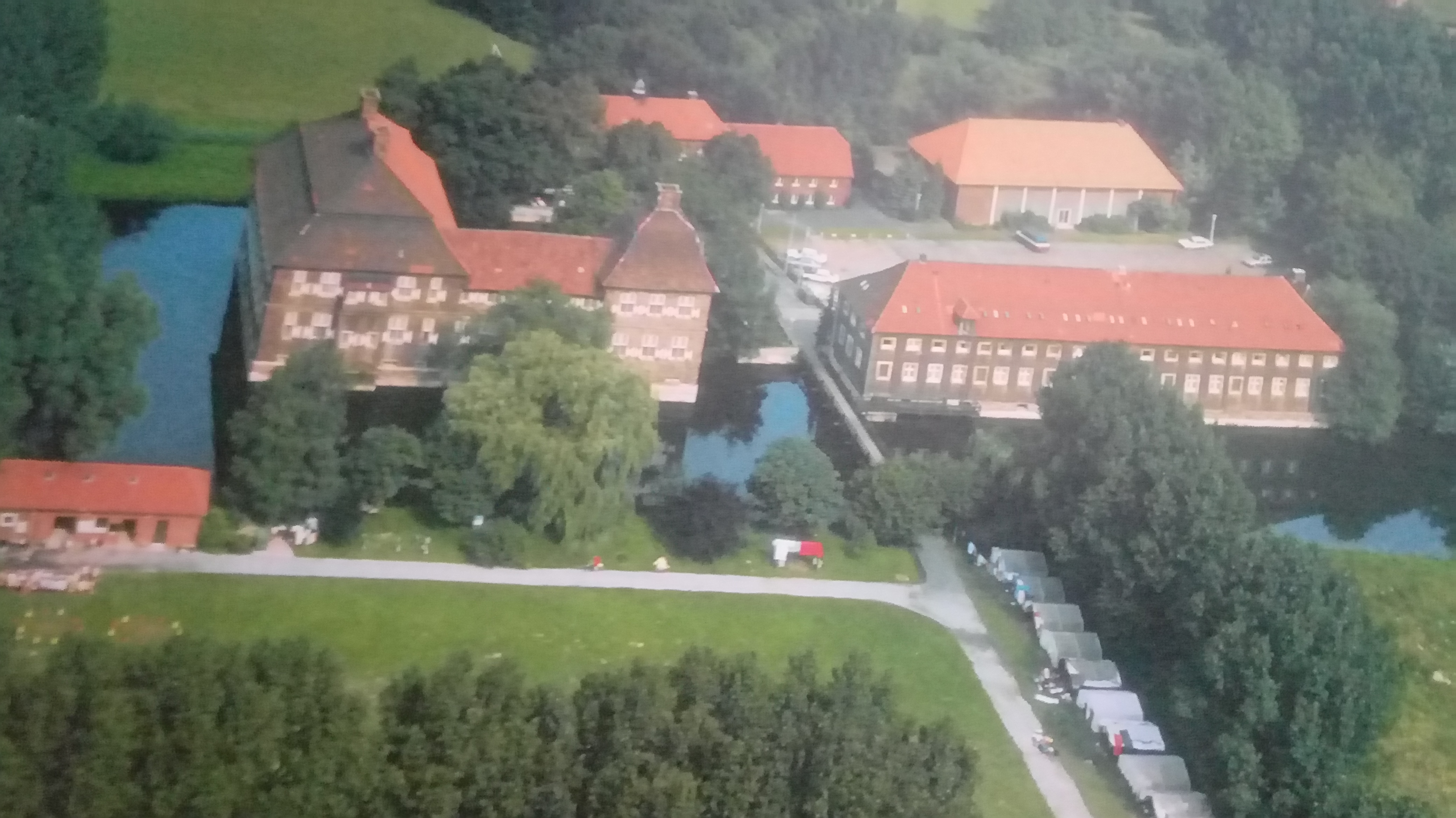

Schon zur Gründungszeit des Westfälischen Turnerbundes äußerte dessen Turnerjugend den Wunsch nach einer zentralen Bildungseinrichtung. Der damalige Bundesjugendwart Karl Corzilius schlug 1949 vor eine Turnerjugendburg auf Schloss Oberwerries anzulegen. Nach dem Abschluss eines Erbbauvertrages mit der Stadt Hamm konnten das Marstallgebäude, der Hundezwinger und der Hof genutzt werden und eine Turnhalle und ein Zeltplatz an der Lippe erbaut werden. 1952 erfolgte die Einweihung.
Viele weitere An-, Aus-, Um-, und Neubauten, sowie Modernisierungen und Restaurierungen fanden statt. Heute befindet sich dort unter anderem das Archiv des WTB, das WLITUS und die Landesturnschule.

## Der WTB
Der Westfälische Turnerbund e.V., kurz WTB, ist ein Sportfachverband für Turnen, Leistungssport, Sport und Spiel, Bewegung, Gymnastik, Freizeit, Gesundheit, Gemeinschaft und Kultur mit über 1100 Vereinen. Er ist Mitglied im Deutschen Turner-Bund (DTB) und LandesSportBund (LSB) NRW und hat seine Wurzeln in der Gründung des Rheinisch-Westfälischen Turnverbandes am 25. September 1858 in Düsseldorf.
1868 folgte die offizielle Gründung der Deutschen Turnerschaft (DT), die bis 1936 Dachverband der bürgerlichen Turnvereine in Deutschland war.
Das Turnen war in Gauen organisiert, von denen das Rheinland und Westfalen den Gau VIII bildeten. Dieser wurde dann, wie bereits auf dem Kreisturntag in Krefeld am 2. Oktober 1898 beschlossen wurde, 1899 in die Gaue VIIIa Westfalen und VIIIb Rheinland unterteilt, aufgrund der immer stärker werdenden Zunahme der Vereine und damit einhergehenden schwieriger zu bewältigenden Verwaltung des großen Bezirks.
Im Dritten Reich geschah eine Umbenennung in Turngau IX Westfalen.
Nach dem Zweiten Weltkrieg wurden schließlich der Rheinische Turnerbund am 27. März 1947 in Düsseldorf und der Westfälische Turnerbund am 14. April 1947 in Herne gegründet. Für letzteren wurde der Sitz in Hamm bestimmt. Er setzt sich heute aus folgenden zehn Turngauen zusammen: Turngau Emscher-Ruhr, Hellweg-Märkischer Turngau, Lenne-Volme Turngau, Lippischer Turngau, Märkischer Turngau, Turngau Minden-Ravensberg, Turngau Münsterland, Turngau Ostwestfalen, Sauerländer Turngau, Siegerland Turngau.

## Das Archiv und sein Dokumentationsprofil
Das Archiv wird heute von Hans-Günther Fascies (seit 1999) und Klaus Pradler (seit 1982) betreut. Von 2000 bis 2014 gehörte auch Wolfram Letzner dem kleinen Archivars-Team an.
Das Ziel des Archivs ist die Bewahrung und Aufarbeitung der Sportgeschichte.
Es herrscht nämlich ein ständig wachsendes Interesse der Forschung an der Sportgeschichte, denn die Archive von Turn-, Sport-, und Spielvereinen sind wichtige sozialgeschichtliche Quellen. Sie geben unter anderem Aufschluss über das soziale Rekrutierungsfeld und die Struktur der Mitglieder.
Klaus Pradler übernahm 1982 ehrenamtlich die Arbeit im Archiv, das viele Jahre nicht besetzt war. Er vertritt die Meinung, „[…] daß die Vereine es verdienen, daß wir Archivare uns ihres Schriftgutes angesichts der Bedeutung für die Sport-, Sozial-, und allgemeinen Geschichte, annehmen.“
Den Vereinen soll nichts weggenommen werden, sondern man möchte deren verschiedene Archivmaterialien sicher verwahren und für zukünftige Generationen erhalten.
Denn optimale Bedingungen für eine Aufbewahrung dieser sind bei den einzelnen Vereinen nach archivischen Kriterien meist nicht gegeben.
1982 wurde die wissenschaftliche Arbeit in der Satzung des WTB verankert und mit der Aufbereitung der seit einiger Zeit unbeachteten Archivbestände begonnen.
Auf der Grundlage der Arbeit des Landeszentralbankrats Paul Büssem (1890 – 1974), der eine Bestandserfassung aller Archivalien vorgenommen hatte, konnte weitergearbeitet werden.

## Westfälisch-Lippisches Institut für Turn- und Sportgeschichte e. V
Ein Kuratorium wurde am 4. November 1985 gegründet, um den Vorstand des Turnerhilfswerks bei der wissenschaftlichen Arbeit und Herausgabe wissenschaftlicher Publikationen zu beraten. Heute werden diese Aufgaben von einem Gremium des am 14. Januar 1996 gegründeten Westfälisch-Lippischen Instituts für Turn- und Sportgeschichte e. V. (WLITUS) erledigt.
Das Sammeln, Archivieren und Präsentieren von Zeugnissen der westfälisch-lippischen Turn- und Sportgeschichte, die Veröffentlichung einer Informationsschrift und die Unterstützung für Vereine und Verbände bei der Aufarbeitung ihrer Geschichte gehören zu den Aufträgen des Instituts.
Die Struktur ist gegliedert in die Bereiche Archiv, Bibliothek, Museum, Forschung, Publikation und Weiterbildung.
Karl-Heinz Schodrok aus Brilon, Autor vieler Schriften zu diesen Themen, hatte die Idee ein solches Institut zu gründen und bekam Unterstützung von Michael Buschmeyer, dem Landesverbandsvorsitzenden des WTB.

## Verzeichnung beim WWA
Das Archiv konnte viele Jahre nicht betreut werden, daher wurde eine unkonventionelle Lösung und ein Ort für die Dauer der Verzeichnung und Auswertung der Unterlagen des Verbandsarchivs gesucht. Fündig wurde man im Westfälischen Wirtschaftsarchiv (WWA) in Dortmund, der regionalen Dokumentationsstelle für die Wirtschaft in Westfalen und Lippe. Dies kam zustande, weil eine persönliche Verbindung bestand, da Bernhard März sowohl dem Vorstand des WTB, als auch dem Vorstand der Gesellschaft für Westfälische Wirtschaftsgeschichte, der Fördergesellschaft des WWA, angehörte.
Ende 1982 konnte mit der Arbeit begonnen werden. Eine große Hilfe war Herr stud. phil. Detlef Engling, der den Bestand unter der Anleitung Klaus Pradlers im Wesentlichen verzeichnete.
Nach ungefähr zwölfmonatiger Arbeit konnte das Archiv Ende 1983 schließlich nach Oberwerries zurückgeführt werden.

## Bestand
Bei dem Bestand des Archivs handelt es sich, wie es für Vereins- und Verbandsarchive typisch ist, um einen Mischbestand, d. h., dass er kein reiner Archivbestand ist, sondern überwiegend aus Bibliotheks- und Dokumentationsgut besteht.
Er reicht zurück bis in die Mitte des 19. Jahrhunderts, wobei die Nachkriegsüberlieferung nach 1945 dominiert.
Die Bestandsgruppen wurden nach dem Numerus – Currens System verzeichnet.
Eine Ausnahme stellen hier die Gruppen Fotosammlung, Klischeesammlung und Vereinsmitteilungen dar, welche alphabetisch organisiert wurden.

## Bestandsübersicht
A Akten
B/S Bibliotheks- und Sammlungsgut
E Ehrungen
F Fotosammlung
K Klischeesammlung – Westfalenturner
M Vereinsmitteilungen
N Nachlässe
P Periodika
S siehe: Bibliotheks- und Sammlungsgut
V Vereinsfestschriften
Im Bestand finden sich Unterlagen und Berichte über Gründungen von Turnvereinen im Vormärz und die ältesten Turnplätze in Westfalen. Die neueren Geschichte des Turnens in Westfalen und Lippe ist anhand von Korrespondenzen, Berichten und Protokollen verschiedener Ausschüsse aus der Gründungszeit des WTB vertreten. Auch die Turngaue und wichtige Persönlichkeiten sind vertreten.
Doch nicht nur die Organisationsgeschichte des Turnens, sondern auch die allgemeine Entwicklung des Sports, v. a. im regionalen Bereich lässt sich im Archiv erforschen.
Auch zu der Bedeutung von Vorortvereinen, die häufig trotz einer Eingemeindung ihre Vereinsarbeit unter ihren Traditionsnamen fortsetzten und der Entwicklung von Sportarten, die heute als selbstverständlich wahrgenommen werden, wie dem Schwimmen und Handball, kann hier recherchiert werden.
Die Bestandsgruppe Bibliotheks- und Sammlungsgut bietet zahlreiche Unterlagen zum Sport im Allgemeinen und Turnen im Speziellen, z. B. Meisterschaften, Turntagen und -festen, sowie Literatur zu Kunst und Kultur, Gesellschaft und Politik an.
Die Umfangreiche Gruppe der Vereinsfestschriften beinhaltet über 300 Festschriften, die auch über Westfalen hinaus und z. T. sogar ins Ausland reichen.
Bei den Periodika existieren über 90 Zeitschriften, Jahrbücher und Kreisblätter. Hier sind die ältesten Zeitschriften „Die neuen Jahrbücher für die Turnkunst“ aus dem Jahre 1855.
In der Mediathek sind Tonbänder, Filme, Negative und Diapositive zu finden.
Eine andere interessante Gruppe bilden die Materialien, dessen Untergruppen sich aus den verschiedensten Gegenständen zusammensetzten.
| Gegenstände             | Anzahl | Ältestes Stück aus dem Jahr                                 |
| Medaillen               | 939    | 1863                                                        |
| Urkunden                | 195    | 1920                                                        |
| Wimpel                  | 157    | 1957                                                        |
| Pokale / Schilder       | 97     | 1947                                                        |
| Siegerschleifen         | 89     | 1929                                                        |
| Fahnenbänder            | 85     | 1950 (vom 1. Bundesturnfest des WTB in Hamm)                |
| Plakate / Kalender      | 85     | 1938 (Plakat)                                               |
| Siegerkränze            | 52     | 1923                                                        |
| Turnkleidung            | 49     | 1882 (Gürtel)                                               |
| Fahnen / Banner         | 46     | 1846 (Fahne des TGS Siegen 1846 e.V. aus dem Gründungsjahr) |
| Ehrengaben              | 161    | 1898                                                        |
| Krüge inkl. Untersätzen | 38     | 1977                                                        |
| Varia*                  | 68     | ---                                                         |

(Stand 10. Oktober 2011; aus „Das Findbuch - Ein Quellenverzeichnis des Westfälisch-Lippischen Instituts für Turn- und Sportgeschichte“ von Hans-Günther Fascies in WLITUS-Heft 16, 2011, S. 78–85)
*Gegenstände, die in ihrer Diversität den anderen Gruppen nicht zugeordnet werden können / deren Zuordnung bei Erhalt umstritten ist
Als eine Besonderheit des Bestands ist der Nachlass von Herrn Karl Drewer hervorzuheben. Er lebte von 1906 bis 1967 und war in der deutschen Sportgeschichte eine über Westfalen hinaus bekannte Persönlichkeit. Der Turnpastor aus Hamm war seit der Gründung des WTB dabei, für dessen soziale und menschliche Belange und darüber hinaus er sich einsetzte.
Er war ein Mann, „der die geistigen Grundlagen für den neuen Deutschen-Turner-Bund nach dem zweiten Weltkrieg gelegt hat.“ (Horst Ueberhorst)
Er war zudem auch lange als erster Kulturwart des WTB und Bundeskulturwart des DTB tätig.
Das am 15. Oktober 1955 gegründete westfälische Turnerhilfswerk, für das er von Beginn an ebenfalls sehr engagiert war, wurde 1982 zu seinen Ehren in Karl-Drewer-Turnerhilfswerk des WTB e.V. umbenannt. Zu den Aufgaben des Hilfswerkes gehören nicht nur finanzielle Hilfen für Turnerinnen und Turner aus den dem WTB zugehörigen Vereinen, z. B. Beihilfen für Kur- und Reha-Maßnahmen, sondern auch kulturelle Tätigkeiten und jene in der Altenhilfe, sowie die Förderung von wissenschaftlichen Untersuchungen im Bereich Turnen, Spiel und Sport.

## Kooperationen
Das Archiv des WTB arbeitet mit anderen sporthistorischen Einrichtungen zusammen, beispielsweise der Bibliothek des Landessportbundes Duisburg, dem Olympiamuseum in Köln und dem Landessportbund (LSB) Hessen.

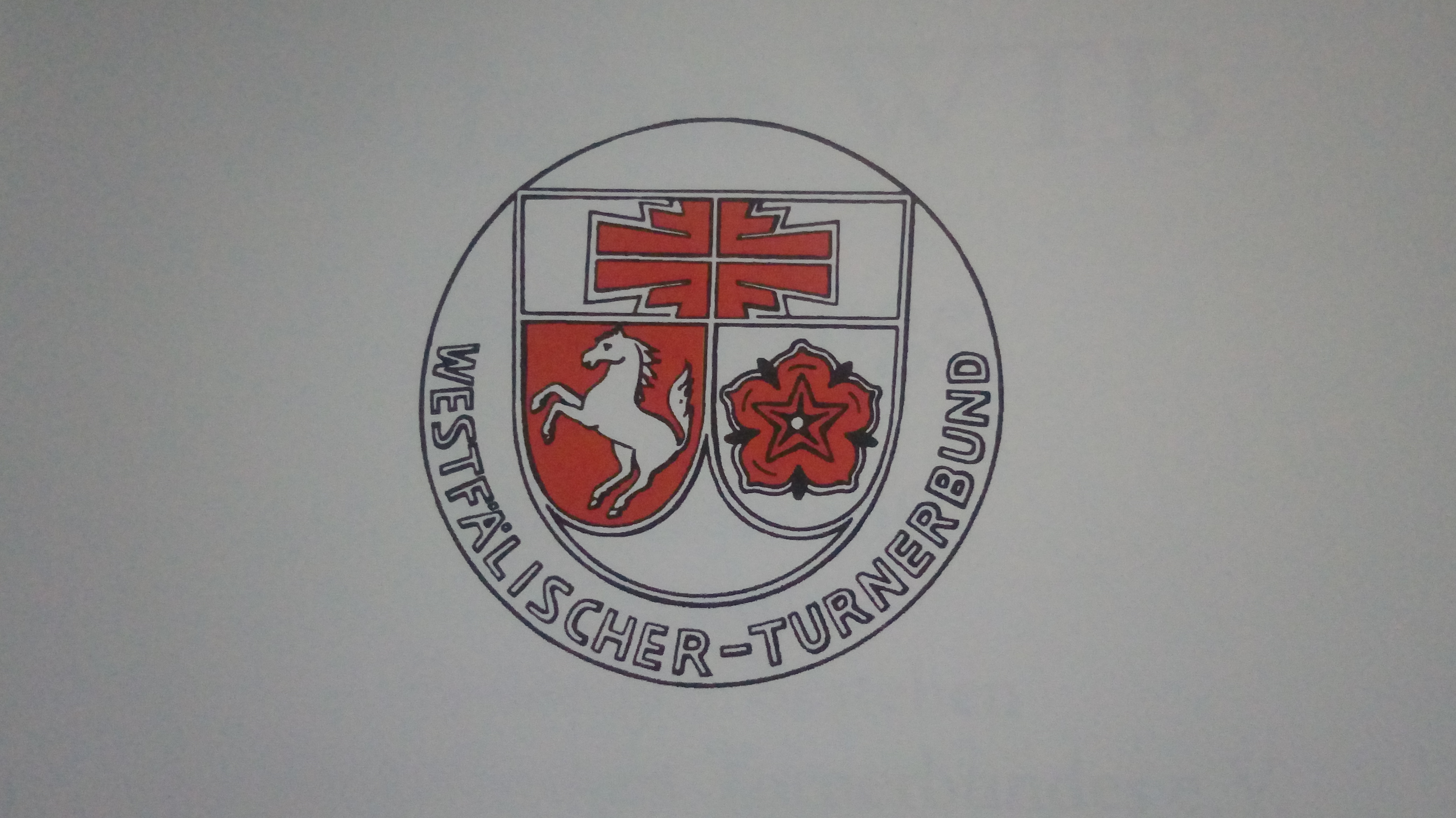